# 새나루 한글 입력기
새나루는 <열린 한글 프로젝트>를 진행하고 있는 장혜식, 박원규, 최환진이 공동 개발한 소프트웨어로, 현존하는 윈도우 기반 한글 IME 중에서는 나빌 입력기와 함께 소스까지 공개인 오픈소스 프로그램이다. (소스 코드는 설치 파일 안에 같이 배포되며 개발사이트에서도 받을 수 있다)

## 특징
윈도우 운영 체제의 DDK가 제공하는 FakeIME라는 일본어 샘플 IME의 소스 코드를 기반으로 하고 있다. 정식 배포하는 바이너리는 유니코드로 빌드되어 윈도 NT 이상만 지원한다. 하지만 소스 코드 자체는 윈도우 98/ME에서 돌아갈 수 있게 ANSI 기반으로 빌드할 수도 있다고 한다.
- 프로그램이 작고 가벼우며, 구성 파일도 단순한 편이다.
- 영리를 목적으로 기업이 개발한 프로그램이 아니지만 “기존 IME”에서 찾아보기 어려운 기능을 많이 제공한다.
- 두벌식, 세벌식 390/최종/순아래를 기본으로 제공하고 새두벌, 새세벌, 옛두벌, 옛세벌, 북한 두벌식을 사용자 자판으로 지원하며, 사용자 자판의 경우 글쇠 배열을 사용자가 원하는 대로 바꿀 수 있다.
  - 단, 새두벌과 새세벌, 옛두벌, 옛세벌은 그 특징상 자판이 확정되지 않았으며 설치할 때 선택하게 되어 있다.
- 모아치기, 동시치기, 그리고 드보락, ESC 영문 전환, ⇧ Shift+Space 전환 등, 사용자가 당장 필요로 하는 기능 등으로 구성되어 환경설정이 단순한 편이다.
- 한글을 글자가 완성될 때마다 하나씩 내보내는 게 아니라 일본어 IME처럼 낱말 하나를 조합으로 감싸고 있다가 한꺼번에 보내는 단어단위 편집 상태 옵션이 있다.
- 단어편집 상태를 선택하는 경우 한자 변환을 좀 더 쉽게 하는 한자 편집 모드를 함께 사용할 수 있다.
- 한자사전의 정보는 KLDP.net의 한글프로젝트로부터 가져온 것이다. 여기에 있는 한자 정보는 빈도수로 정렬되어 있으나 MS IME의 순서와 다르며, 대표음으로 획일화된 데이터가 아니므로 MS IME와 차이가 있을 수 있다.
  - 한자 후보 리스트는 사용자가 바꾸거나 추가할 수는 있으나 사용자 친화적인 인터페이스를 제공하는 것은 아니다.
- 간단한 소프트 키보드 기능을 제공한다.
- 한자 글쇠 및 F9를 함께 제공하며, MS IME 방식과 같이 숫자 키패드를 지원함과 동시에, 화살표 및 마우스를 동시에 지원한다.
- 드보락, 콜맥 자판과 키보드 드라이버를 함께 제공(1.1.0 버전부터)하여 윈도는 물론 콘솔에서도 드보락과 콜맥(1.1.0버전부터)을 쓸 수 있다.
- 한자 후보창 UI가 MS IME와 비슷하며 맛보기 버전부터는 펼쳐보이기 기능 및 한자병용도 지원한다.
- 도움말도 함께 제공한다.
- 닿소리(자음)+한자 키로 특수 문자를 입력할 수 있고, 그 순서는 MS IME와 같다.
- 한글-한자 상호 변환을 지원하며 단어단위 편집 상태에서는 낱말 단위 변환도 지원한다.
- 1.1.0 버전부터 옛 한글을 방점과 함께 지원하며, 일반 노트패드에서도 은바탕 혹은 함초롬체 같은 첫가끝지원 글꼴을 함께 사용하면 옛 한글이 조합중에도 잘 보인다.
- 1.1.0 버전부터 64비트도 함께 지원한다.
- 1.1.0 버전부터 좀 더 쉬운 한자입력 모드를 지원한다. 한글을 입력할 때마다 하단에 한자 리스트가 연속적으로 계속 바뀌어 나타나며 이를 보다 손쉽게 선택할 수 있다.
- 1.1.0 버전부터는 KS X 1002 확장한자는 물론 그 이외 MS IME에서 지원하는 확장한자를 함께 지원한다.
- 1.1.0 버전부터는 MS 워드 혹은 워드패드, 노트패드와 같은 IMR_RECONVERTSTRING을 지원하는 애플리케이션에서 이미 조합된 문자를 ⇧ Shift-← Backspace글쇠를 통해 낱자 단위로 수정할 수 있다.
- 1.1.0 버전부터 ⇧ Shift-Space이외의 한/영 전환키를 사용자가 직접 설정할 수 있다.
- 마이크로소프트 윈도우 10에서는 설치가 안 되는 경우가 있는데, 파일 이름 끝에 .exe를 붙이면 응용 프로그램으로 변환이 되어 설치 프로그램을 실행할 수 있다.

## 같이 보기
- 날개셋 한글 입력기
- 나빌 입력기